# عبدالله فواز
عبدالله فواز (انگلیسی: Abdullah Fawaz؛ زادهٔ ۳ اکتبر ۱۹۹۶) بازیکن فوتبال اهل عمان است.
از باشگاه‌هایی که در آن بازی کرده‌است می‌توان به باشگاه فوتبال ظفار اشاره کرد.
وی همچنین در تیم‌های ملی فوتبال زیر ۲۳ سال عمان و عمان بازی کرده‌است.